# NGC 3015
NGC 3015 (również PGC 28240 lub UGC 5261) – galaktyka spiralna z poprzeczką (SABbc?), znajdująca się w gwiazdozbiorze Sekstantu. Odkrył ją Albert Marth 23 kwietnia 1864 roku. Jest to galaktyka z aktywnym jądrem.